# Veracruz (állam)
Veracruz (ejtsd: [beɾaˈkɾus]) Mexikó egyik tagállama a Mexikói-öböl partján. Hivatalos neve Veracruz de Ignacio de la Llave (beɾaˈkɾus ðe igˈnasjo ðe la ˈʝaβe).
Északon Tamaulipas, délkeleten Tabasco, délen Oaxaca és Chiapas, nyugaton pedig Puebla, Hidalgo, San Luis Potosí államokkal határos. Lakossága 7,6 millió fő, ezzel a harmadik legnépesebb mexikói állam a 31 közül.
Veracruz fővárosa Xalapa-Enríquez, további jelentős települések: Veracruz, Coatzacoalcos, Córdoba és Orizaba.

## Földrajz
Veracruz állam az északi szélesség 17°10 és 22°38 foka, valamint a nyugati hosszúság 93°55' és 98°38' foka között fekszik. Területe 71 641 négyzetkilométer, amibe már beletartozik számos sziget az öbölben, amik együttesen 58 négyzetkilométert tesznek ki.
Az öböl menti síkságon a klíma forró és nedves, a hegyek lábánál hűvös és nedves. Csak a hegyvidék hideg, és itt bőséges esőzések is vannak. Az államot alkalmanként a hurrikánok is elérik. Legmagasabb pontja a Citlaltépetl vulkán, amit Pico de Orizaba néven is ismernek, és ami egyben Mexikó legmagasabb hegycsúcsa is. Festői városok találhatóak ebben az államban, amik megőrizték ősi építészetüket. A part mentén található Costa Esmeralda, egy 50 kilométer hosszú tengerparti strand és El Tajín régészeti területe, ami része a Világörökségnek.
Xalapa, a főváros az állam középnyugati részén található. Az állam lakosainak a száma 7,6 millió.

### Főbb települései
- Acayucan
- Alvarado
- Boca del Río
- Camarón de Tejeda
- Catemaco
- Coatepec
- Coatzacoalcos
- Córdoba
- Martínez de la Torre
- Minatitlán
- Orizaba
- Papantla de Olarte
- Poza Rica de Hidalgo
- San Andrés Tuxtla
- Túxpam de Rodríguez Cano
- Veracruz
- Xalapa-Enríquez (főváros)

## Népesség
Ahogy egész Mexikóban, a népesség növekedése Veracruz államban is gyors, ezt szemlélteti az alábbi táblázat:
| Év   | Lakosság  |
| ---- | --------- |
| 1990 | 6 228 239 |
| 1995 | 6 737 324 |
| 2000 | 6 908 975 |
| 2005 | 7 110 214 |
| 2010 | 7 643 194 |

## Története
1518. áprilisában Juan de Grijalva partra szállt egy kis szigeten, amit San Juan de Ulúának neveztek. Egy évvel később, 1519. április 22-én Hernán Cortés partra szállt a Chalchihuecan parton, és elhatározta, hogy ezen a ponton alapít egy falut, az első gyarmati települést Mexikóban. Erre a napra esett Nagypéntek, a Nagyhét azon napja, amit La Vera Cruz (Igazi Kereszt) napjának is hívnak, ezért a település nevéül a La Villa Rica de la Vera Cruz nevet választotta.
Ez a település volt a bázisa Cortes 1519-ben kezdett hadjáratának Tenochtitlan ellen, míg helyettes parancsnokai más területeket foglaltak el, amik ma összességében Veracruz államot alkotják. Ettől a pillanattól Veracruz volt nem csak minden hódítás bázisa, de a fő összekötő kikötő Spanyolország és Új-Spanyolország között. Ebből a kikötőből szállították az amerikai árukat Európába, a pamutot, a rizst, a búzát, a háziállatokat, a puskaport, a textilt, bort, és minden egyebet, amit ez a gazdag kolónia nyújtani tudott.
A mexikói forradalom alatt az Egyesült Államok egy rövid időre (1914. április-november) elfoglalta a kikötőt, hogy megakadályozza, hogy fegyvereket szállítsanak Victoriano Huertának.
Mielőtt kivívák volna függetlenségüket Spanyolországtól, számtalan rabszolgafelkelés zajlott Mexikóban is. Az első 1537-ben, ezt követte számos rabszolgaszökevény település alapítása, amiket "palenques"-eknek hívtak. Néhány lázadást az indiánokkal és a meszticekkel szövetségben követtek el. 1608-ban a spanyolok tárgyaltak egy szabad fekete közösség alapításáról Yagnával, egy szökött rabszolga lázadóval. Ma ez a település alapítója nevét viseli.

## Gazdaság
Veracruz gazdag természeti erőforrásokban, de a lakói mezőgazdasággal, halászattal és állattenyésztéssel is foglalkoznak. Van ipara és a turizmus is bevételi forrás.
Az éghajlat lehetőséget ad rá, hogy Veracruz fontos kukorica-, cukornád-, banán-, mangó-, citrusféle-, burgonya- és dohányexportőr legyen. Sokféle állatot tenyésztenek: marhát, sertést, kecskét és birkát. A marhatenyésztés megnövelte a tej- és hústermelést is. Baromfit és méheket is tartanak.
Veracruz városának kikötője fontos szerepet játszik Mexikó kereskedelmi életében, de rajta kívül Túxpam, Coatzalcoalcos és Alvarado is fontos kikötővárosok.
Veracruz ipara is jelentős, mivel egyike Mexikó fő olajkitermelőinek, ezenkívül élelmiszert, sört és acélcsöveket állít elő. Az államban virágzik a kézművesipar. Háztartási eszközöket készítenek pálmaháncsból, vaníliából , gyapjúholmit állítanak elő, fazekastermékeket árulnak és hangszereket és egyéb árukat készítenek teknőspáncélból.

### Turizmus
A prekolumbiánus korszakban a totonákok és az olmékok lakták az Isla de Sacrificios szigetet, akkori nevén Chalchihuitlapazcót. A szigetet 1518-ban fedezte fel  Juan de Grijalva, miközben a Mexikói-öblöt járta. Az egyik legnagyobb sziget Boca del Río, amit korallzátony vesz körül.
La Antigua volt a második városalapítás Veracruz után. 25 kilométerre található tőle, és a városban látható Hernán Cortes háza, valamint a még álló legöregebb katolikus kápolna az amerikai kontinensen.
Papantlát a totonákok alapították, 198 méterrel a tengerszint felett található, a Cazones és a Tecolutla folyók között.
El Tajín (A vihar városa) a totonákok fő szertartási központja volt, Papantlától 5 km-re található. Itt rendezik meg minden februárban a Cumbre Tajín fesztivált. Ugyancsak totonák régészeti lelőhely Cuyuxquihui.
Veracruz ezenkívül otthont ad Mexikó egyik legnagyobb és legismertebb évente megrendezett karneváljának is.

### Közlekedés
Veracruzban reptér található Poza Rica, Xalapa, Veracruz és Coatzacoalcos városokban. Legfontosabb útjai a 105-ös, a 119-es, a 125-ös, a 129-es, a 130-as, a 131-es, 140-es, 145-ös, a 150-es, a 175-ös és a 180-as főút.

## Fordítás
- Ez a szócikk részben vagy egészben  a   Veracruz című angol Wikipédia-szócikk ezen változatának fordításán alapul.  Az eredeti cikk szerkesztőit annak laptörténete sorolja fel. Ez a jelzés csupán a megfogalmazás eredetét és a szerzői jogokat jelzi, nem szolgál a cikkben szereplő információk forrásmegjelöléseként.